# Copa Libertadores 1960
Copa Libertadores 1960 (es: Copa de Campeones de América 1960) var den första upplagan av Copa Libertadores, och hette då Copa de Campeones de América. Sju lag deltog från sju länder - Argentina, Bolivia, Brasilien, Chile, Colombia, Paraguay och Uruguay. Laget som representerade Paraguay, Olimpia, fick fripass till semifinalerna. De övriga sex lagen fick spela kvartsfinaler. Till slut segrade Peñarol över Olimpia i finalmatcherna, med 2-1 totalt efter 1-0 i första matchen och 1-1 i den andra matchen.

## Deltagande lag
Argentina – San Lorenzo – Primera División de Argentina 1959
 Bolivia – Jorge Wilstermann – Copa Simón Bolívar 1959
 Brasilien – Bahia – Taça Brasil 1959
 Chile – Universidad de Chile – Primera División de Chile 1959
 Colombia – Millonarios – Categoría Primera A 1959
 Paraguay – Olimpia – Primera División de Paraguay 1959
 Uruguay – Peñarol – Primera División de Uruguay 1959

## Gruppspel

### Grupp A
| Lag         | S | V | O | F | GM | IM | MS | P |
| ----------- | - | - | - | - | -- | -- | -- | - |
| San Lorenzo | 2 | 1 | 0 | 1 | 5  | 3  | +2 | 2 |
| Bahia       | 2 | 1 | 0 | 1 | 3  | 5  | −2 | 2 |

|  | 20 april | San Lorenzo | 3 – 0 | Bahia | Palacio Ducó |  |
|  |          |             |       |       |              |  |
|  |          |             |       |       |              |  |
|  |          |             |       |       |              |  |

|  | 3 maj | Bahia | 3 – 2 | San Lorenzo | Estádio Fonte Nova |  |
|  |       |       |       |             |                    |  |
|  |       |       |       |             |                    |  |
|  |       |       |       |             |                    |  |

### Grupp 2
| Lag               | S | V | O | F | GM | IM | MS | P |
| ----------------- | - | - | - | - | -- | -- | -- | - |
| Peñarol           | 2 | 1 | 1 | 0 | 8  | 2  | +6 | 3 |
| Jorge Wilstermann | 2 | 0 | 1 | 1 | 2  | 8  | −6 | 1 |

|  | 19 april | Peñarol | 7 – 1 | Jorge Wilstermann | Estadio Centenario |  |
|  |          |         |       |                   |                    |  |
|  |          |         |       |                   |                    |  |
|  |          |         |       |                   |                    |  |

|  | 30 april | Jorge Wilstermann | 1 – 1 | Peñarol | Estadio Hernando Siles |  |
|  |          |                   |       |         |                        |  |
|  |          |                   |       |         |                        |  |
|  |          |                   |       |         |                        |  |

### Grupp 3
| Lag                  | S | V | O | F | GM | IM | MS | P |
| -------------------- | - | - | - | - | -- | -- | -- | - |
| Millonarios          | 2 | 2 | 0 | 0 | 7  | 0  | +7 | 4 |
| Universidad de Chile | 2 | 0 | 0 | 2 | 0  | 7  | −7 | 0 |

|  | 8 maj | Universidad de Chile | 0 – 6 | Millonarios | Estadio Nacional |  |
|  |       |                      |       |             |                  |  |
|  |       |                      |       |             |                  |  |
|  |       |                      |       |             |                  |  |

|  | 15 maj | Millonarios | 1 – 0 | Universidad de Chile | Estadio El Campín |  |
|  |        |             |       |                      |                   |  |
|  |        |             |       |                      |                   |  |
|  |        |             |       |                      |                   |  |

## Utslagsspel

### Semifinal A
| Lag         | S | V | O | F | GM | IM | MS | P |
| ----------- | - | - | - | - | -- | -- | -- | - |
| Peñarol     | 3 | 1 | 2 | 0 | 3  | 2  | +1 | 4 |
| San Lorenzo | 3 | 0 | 2 | 1 | 2  | 3  | −1 | 2 |

|  | 18 maj | Peñarol | 1 – 1 | San Lorenzo | Estadio Centenario |  |
|  |        |         |       |             |                    |  |
|  |        |         |       |             |                    |  |
|  |        |         |       |             |                    |  |

|  | 24 maj | San Lorenzo | 0 – 0 | Peñarol | Palacio Ducó |  |
|  |        |             |       |         |              |  |
|  |        |             |       |         |              |  |
|  |        |             |       |         |              |  |

|  | 29 maj | Peñarol | 2 – 1 | San Lorenzo | Estadio Centenario |  |
|  |        |         |       |             |                    |  |
|  |        |         |       |             |                    |  |
|  |        |         |       |             |                    |  |

### Semifinal B
| Lag         | S | V | O | F | GM | IM | MS | P |
| ----------- | - | - | - | - | -- | -- | -- | - |
| Olimpia     | 2 | 1 | 1 | 0 | 5  | 1  | +4 | 3 |
| Millonarios | 2 | 0 | 1 | 1 | 1  | 5  | −4 | 1 |

|  | 8 maj | Millonarios | 0 – 0 | Olimpia | Estadio El Campín |  |
|  |       |             |       |         |                   |  |
|  |       |             |       |         |                   |  |
|  |       |             |       |         |                   |  |

|  | 15 maj | Olimpia | 5 – 1 | Millonarios | Estadio de Puerto Sajonia |  |
|  |        |         |       |             |                           |  |
|  |        |         |       |             |                           |  |
|  |        |         |       |             |                           |  |

### Final
| Lag     | S | V | O | F | GM | IM | MS | P |
| ------- | - | - | - | - | -- | -- | -- | - |
| Peñarol | 2 | 1 | 1 | 0 | 2  | 1  | +1 | 3 |
| Olimpia | 2 | 0 | 1 | 1 | 1  | 2  | −1 | 1 |

|  | 12 juni | Peñarol | 1 – 0 | Olimpia | Estadio Centenario |  |
|  |         |         |       |         |                    |  |
|  |         |         |       |         |                    |  |
|  |         |         |       |         |                    |  |

|  | 19 juni | Olimpia | 1 – 1 | Peñarol | Estadio de Puerto Sajonia |  |
|  |         |         |       |         |                           |  |
|  |         |         |       |         |                           |  |
|  |         |         |       |         |                           |  |

### Webbkällor
- ”Copa Libertadores de América 1960”. 40 años Copa Libertadores de América 1960-2000. CONMEBOL, sammanställt av RSSSF. Arkiverad från originalet den 29 juni 2011. https://web.archive.org/web/20110629021357/http://www.rsssf.com/sacups/copa60det.html. Läst 17 december 2012.
- Tabeira, Martín (10 november 2005). ”Peñarol in Copa Libertadores 1960-1969”. RSSSF. Arkiverad från originalet den 24 maj 2010. https://web.archive.org/web/20100524131332/http://www.rsssf.com/sacups/penarol-copa1969.html. Läst 17 december 2012.